# Ponikiew (Klein-Polen)
Ponikiew is een dorp in de Poolse woiwodschap Klein-Polen. De plaats maakt deel uit van de gemeente Wadowice en telt 1237 inwoners.